# Skrzyp leśny
Skrzyp leśny (Equisetum sylvaticum L.) – gatunek rośliny wieloletniej należący do rodziny skrzypowatych. Rozpowszechniony w lasach całej Polski po regiel górny w górach.

## Morfologia

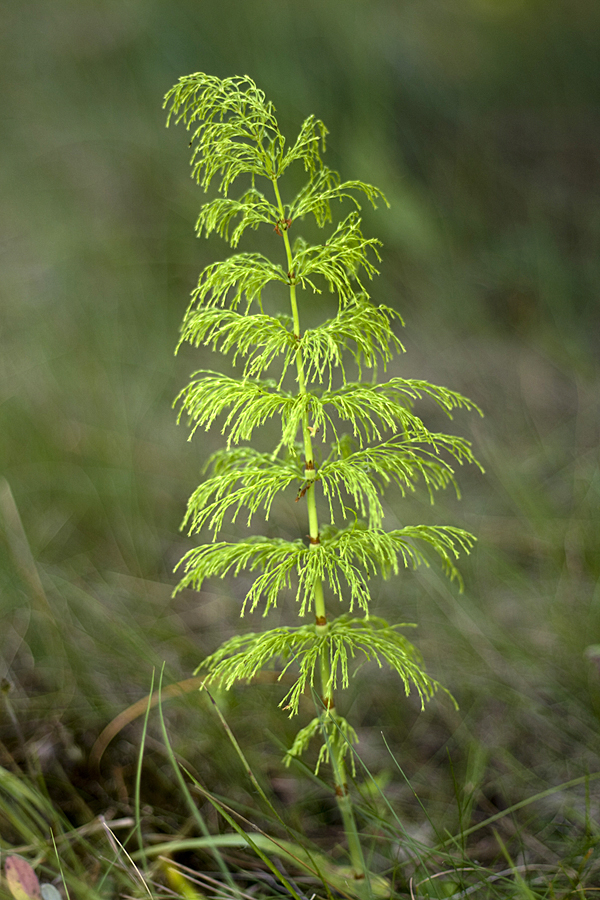
Pokrój pędu płonnego.

PokrójPęd zarodnikowy początkowo różny od pędu płonnego – niezielony i niski, po dojrzeniu zarodników (co następuje w miesiącach kwiecień-maj) zielenieje, wydłuża się i rozgałęzia. Po dojrzeniu i rozsypaniu zarodników kłos zarodnionośny odpada. Pędy płonne są jasnozielone, wiotkie. Zamierają zimą i nowe pędy nadziemne wyrastają ponownie wiosną z kłączy.
ŁodygaOsiąga 20-30 (40) cm wysokości, 1-5 mm grubości. Rynienkowata, o 10-18 żeberkach opatrzonych w dwa szeregi brodawek. Gałązki na pędach płonnych liczne (ok. 12 lub więcej w okółku), rozgałęzione, na końcach zwisające w dół, z 4-5 żeberkami.
KłączeSilnie i głęboko rosnące, mocno rozgałęzione i długo żyjące odgrywa istotną rolę w rozmnażaniu wegetatywnym. Wytwarza niewielkie bulwy spichrzowe, służące także jako organ rozmnażania wegetatywnego. Masa podziemnej części roślin może 100-krotnie przewyższać masę organów nadziemnych.
LiścieZrośnięte w szerokie, duże pochwy, dołem zielone, górą brunatne, do połowy rozcięte. Na pędach zarodnikowych ząbki są trójkątne, tępe, zlepione w 3-6 łatek. Na pędach płonnych liście są lancetowate i ostre. Ząbki są biało obrzeżone.

## Siedlisko
Rośnie w żyznych, cienistych lasach liściastych, rzadko w przyległych uprawach. Wymaga gleb gliniastych, nieprzepuszczalnych.

## Zmienność
Tworzy następujące mieszańce:
- Equisetum ×bowmanii C. Page [1989, Watsonia, 17 : 273] (E. sylvaticum × telmateia)
- Equisetum ×mildeanum Rothm. [1944, Feddes Repert., 54 : 78] (E. pratense × sylvaticum)